# Rosalinda Serfaty
Rosalinda Raquel Serfaty Rosenstock (Buenos Aires, Argentina; 24 de abril de 1969) es una periodista y actriz argentino venezolana. Su carrera como actriz se desarrolló en populares telenovelas venezolanas como La revancha y Mundo de fieras y en periodismo trabajó en la parte internacional de los servicios informativos de Venevisión. Actualmente está radicada en Miami.

## Biografía
Nacida en Argentina, cuando ella tenía siete años, en 1976, sus padres Jaime Serfaty y Mina Rosenstock decidieron trasladarse de Buenos Aires a Caracas. Rosalinda también tiene un hermano llamado Daniel nacido en 1972. La actriz se casó en los años noventa con Ayush Benzaquen con quien tendría sus dos hijas, Corina en 1993 y Ariana en 1996, años después se divorciaría de él. En 2006 se casó con el abogado argentino Javier Pipkin Weksler de quien se divorció dos años después.

## Telenovelas
| Año       | Novela                | Personaje                              |
| --------- | --------------------- | -------------------------------------- |
| 1989-1990 | La revancha           | Isamar Medina / Mariana Torrealba      |
| 1991-1992 | Mundo de fieras       | Jocelyn Palacios Anzola de Bustamante  |
| 1994-1995 | Peligrosa             | Elisa Camacho                          |
| 1998-1999 | Luz María             | Angelina Mendoza y Rivero de Gonzálvez |
| 2000-2001 | Amantes de luna llena | Valentina De Linares                   |
| 2001-2002 | La niña de mis ojos   | Camila Olivares Sucre                  |
| 2003-2004 | La Invasora           | Alicia Fuentes Manso                   |
| 2004-2005 | Sabor a ti            | Andreína Obregón                       |
| 2005-2006 | Con toda el alma      | Ana Cecilia                            |
| 2009      | Que clase de amor     | Ana María Sosa                         |
| 2011      | La mujer perfecta     | Raquel Rojas                           |
| 2011-2012 | Natalia del Mar       | Irene López                            |
| 2012      | Mi ex me tiene ganas  | Claudia Casanova                       |
| 2015      | Guerreras y Centauros | Purificación "Pura" de Exclusa         |
| 2017      | Milagros de Navidad   | Officer Comas / Beverly Wallis         |